# Morvillars
Morvillars – miejscowość i gmina we Francji, w regionie Burgundia-Franche-Comté, w departamencie Territoire de Belfort.
Według danych na rok 1990 gminę zamieszkiwało 1021 osób, a gęstość zaludnienia wynosiła 194 osoby/km² (wśród 1786 gmin Franche-Comté Morvillars plasuje się na 164. miejscu pod względem liczby ludności, natomiast pod względem powierzchni na miejscu 787.).